# Quad 4
Quad 4 — название семейства рядных четырёхцилиндровых бензиновых двигателей внутреннего сгорания, выпускавшихся подразделением Oldsmobile компании General Motors с 1987 по 2002 год; единственная версия SOHC выпускалась с 1992 по 1994 год.

## Варианты

### LD2
2,3-литровый (2260 см3) двигатель LD2, являвшийся стандартной версией двигателя Quad 4, был представлен в 1987 году. С 1988 по 1989 год двигатель развивал мощность 112 кВт (150 л. с.), а с 1990 по 1992 год двигатель развивал мощность 119 кВт (160 л. с.). Со степенью сжатия 9,5:1 двигатель развивал мощность 119 кВт (160 л. с.) без использования турбонаддува или системы рециркуляции отработавших газов.
Базовый Quad 4 претерпел несколько незначительных изменений во время производства, включая различные коленчатые валы, кулачки и коллекторы. Всё это было предназначено для увеличения крутящего момента и уменьшения шума и вибрации.
В попытке получить 5 дополнительных л. с. некоторые 1992 RPO LD2 SC Oldsmobile Achieva получили вихревой клапан вдоль индукционной трубки TB с литой под давлением вспомогательной индукционной трубкой, направляющей холодный воздух снаружи моторного отсека в воздушную камеру через отверстия вокруг боковой фары водителя (цилиндр/воздух изобилует холодной погодой, блокирующей пластину в опоре сердцевины радиатора), поскольку до тех пор, пока двигатель не прогреется, это вызывало проблемы со спотыканием с датчиком массового расхода воздуха.
В 1995 году также была выпущена переходная версия LD2 с тем же рабочим объёмом, что и у раннего Quad 4, но с двойными балансирными валами 2,4-литрового двигателя LD9 Twin Cam.
Применения:
- 1988—1991 Buick Skylark
- 1992—1994 Oldsmobile Achieva
- 1988—1991 Oldsmobile Cutlass Calais
- 1990—1991 Oldsmobile Cutlass Supreme
- 1988—1994 Pontiac Grand Am
- 1990—1991 Pontiac Grand Prix
- 1993—1997 Pontiac Trans Sport (только в Европе)

#### 1995
Только в 1995 году была выпущена версия с балансирным валом объёмом 2,3 л (2260 см3). Такое расположение обеспечивает постоянную нагрузку на валы: кривошип приводит в движение один вал, который приводит в движение второй, который затем приводит в движение масляный насос. Валы вращаются со скоростью, в два раза превышающей обороты, из-за чего красная зона уменьшается с 6800 до 6500 об/мин. Выходная мощность составляет 112 кВт (150 л. с.), а крутящий момент — 203 Н⋅м.
Применения:
- 1995 Pontiac Sunfire GT
- 1995 Chevrolet Cavalier Z24
- 1995 Pontiac Grand Am
- 1995 Oldsmobile Achieva
- 1995 Buick Skylark

### LG0
Высокопроизводительный 2,3-литровый (2260 см3) двигатель LG0 развивал мощность 134 кВт (180 л. с.) с 1989 по 1992 год, 130 кВт (175 л. с.) в 1993 году и 127 кВт (170 л. с.) в 1994 году. Снижение мощности в 1993 и 1994 годах было прямым результатом первых двух раундов снижения NVH Quad 4. И то, и другое является уменьшением размера выпускных отверстий. Изменения, которые отличают LG0 от LD2, — более агрессивные распределительные валы. Степень сжатия увеличена с 9,5:1 до 10,0:1. Рекомендованное топливо — премиум-класса с октановым числом 91 или выше ввиду степени сжатия.
Высокопроизводительный двигатель был представлен в моделях Cutlass Calais International Series и Grand Am SE — все с ярко-красной краской и серым интерьером. Двигатель LG0 сочетался в паре с пятиступенчатой механической трансмиссией HM-282/NVG-T550, разработанной Getrag.
С 1989 по 2009 год Quad 4 носил титул самого мощного безнаддувного четырёхцилиндрового двигателя General Motors.
Применения:
- 1990—1993 Chevrolet Beretta GTZ
- 1994 Chevrolet Beretta Z26
- 1989—1991 Pontiac Grand Am SE
- 1990—1991 Pontiac Grand Am LE с пакетом опций «sport performance package» (RPO: W32)
- 1992—1994 Pontiac Grand Am GT
- 1989—1991 Oldsmobile Cutlass Calais International Series
- 1990—1991 Oldsmobile Cutlass Calais Quad 442
- 1992—1994 Oldsmobile Achieva SC
- 1990 Oldsmobile Cutlass Supreme International Series

#### W41

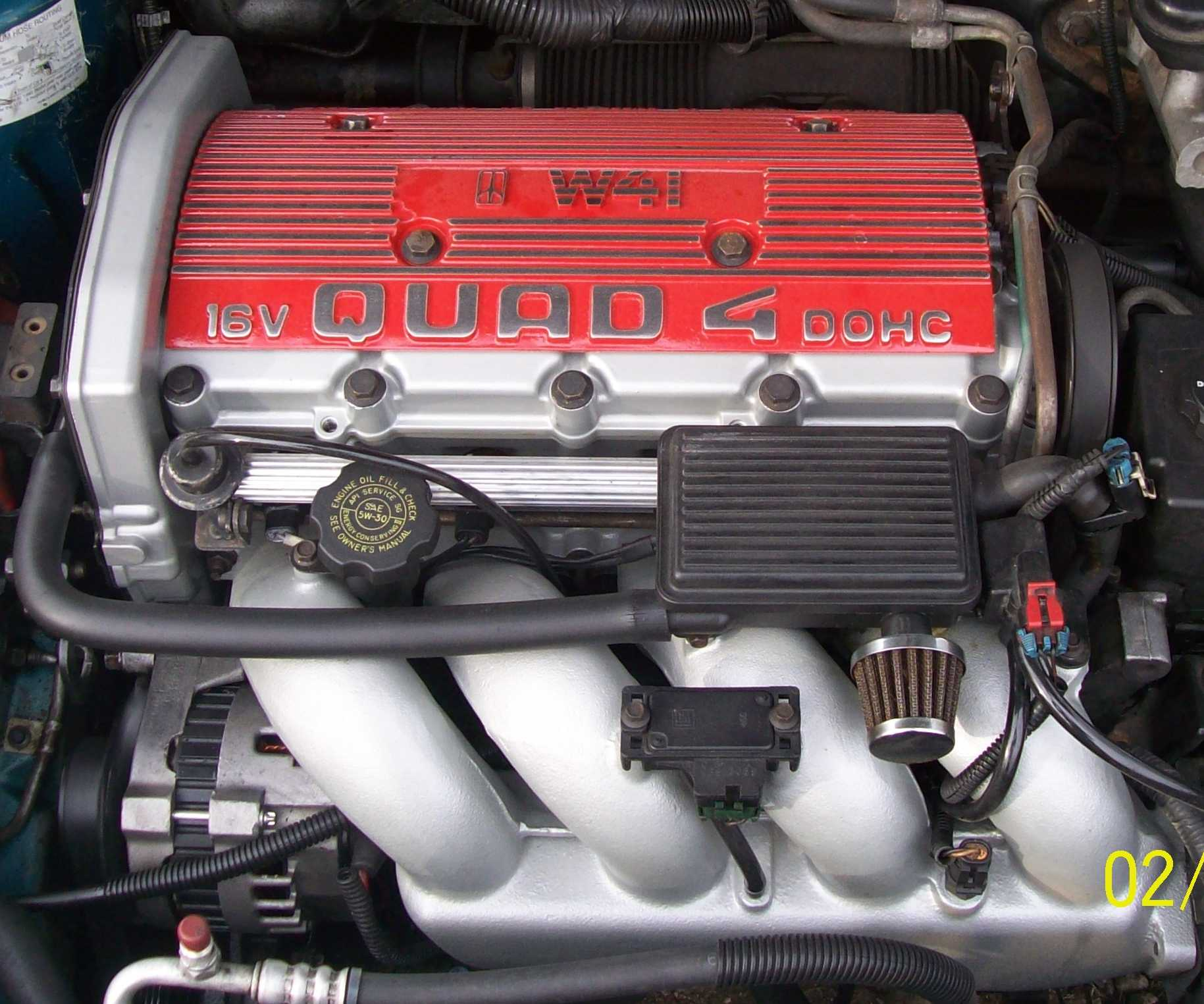
2,3-литровый двигатель Quad 4 W41

W41 был самым мощным вариантом Quad 4. В 1991—1992 годах двигатели W41 развивали номинальную мощность 142 кВт (190 л. с.), в то время как в 1993 году двигатели W41 развивали мощность 138 кВт (185 л. с.) в результате первого раунда уменьшения размера выхлопных отверстий для улучшения выбросов и других изменений в архитектуре Quad 4 для снижения шума и вибрации. Дополнительные 7 кВт (10 л. с.) были получены за счёт более долговечных кулачков и другого блока управления двигателем. Двигатель сочетался в паре с трансмиссией HM-282/NVG-T550. Все пятиступенчатые трансмиссии W41 имели передаточное число главной передачи (FDR) 3,94:1, тогда как в 1988—1992 годах трансмиссии LD2 и LG0 имели передаточное число 3,61:1.
Применения:
- 1991 Oldsmobile Cutlass Calais
- 1992—1993 Oldsmobile Achieva SCX

### L40

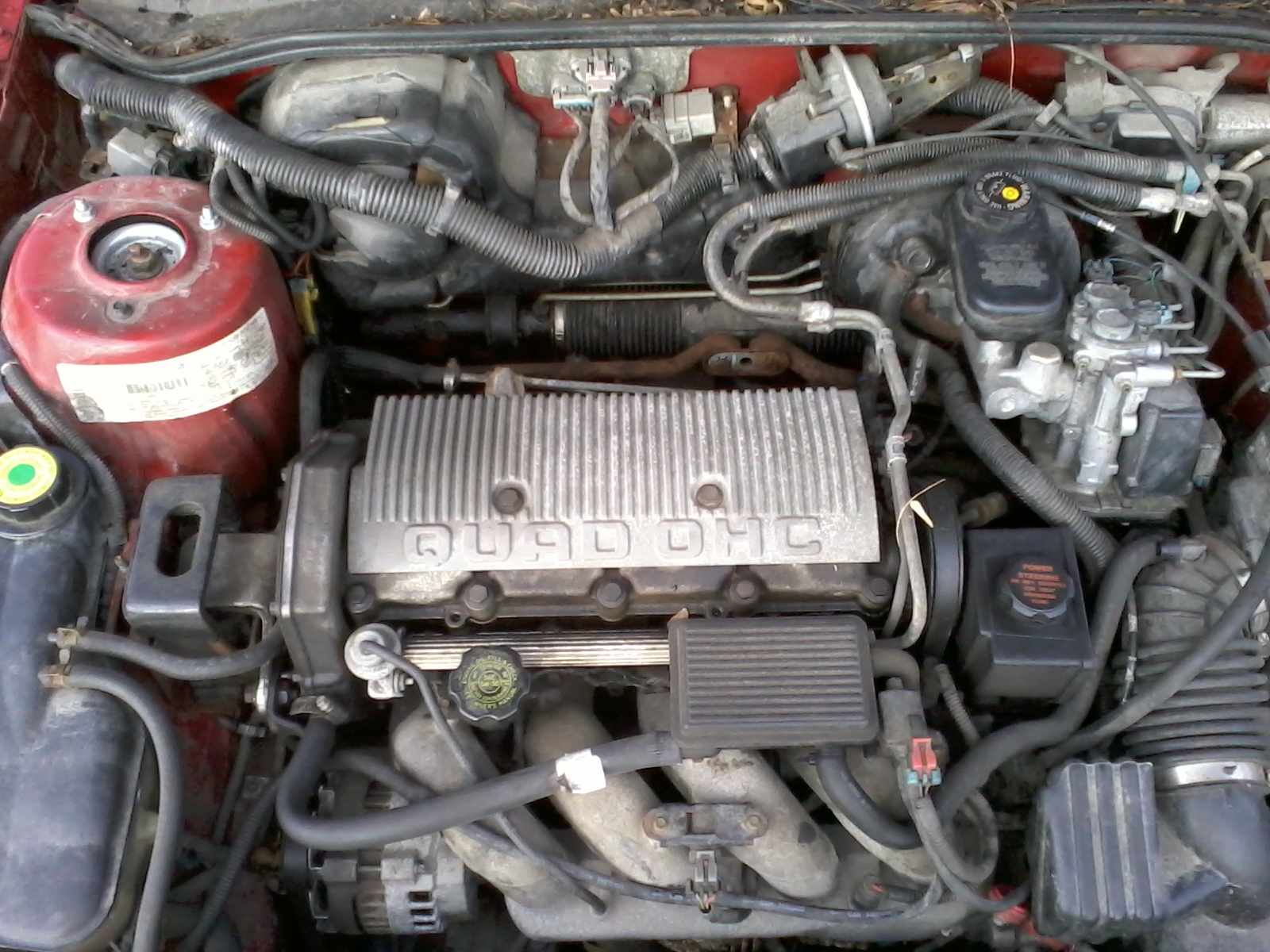
Четырёхцилиндровый двигатель OHC

Восьмиклапанный двигатель L40 с клапанным механизмом SOHC дебютировал в 1992 году. Он развивал мощность 89 кВт (120 л. с.), что на 30 кВт (40 л. с.) меньше, чем у Quad 4 той же эпохи. Крутящий момент составлял 190 Н⋅м. В 1993 году мощность была снижена до 86 кВт (115 л. с.) из-за попытки General Motors снизить шум, вибрацию и жёсткость двигателя. В 1994 году двигатель был снят с производства.
Применения:
- 1992—1994 Oldsmobile Achieva
- 1992—1994 Pontiac Grand Am
- 1992—1994 Buick Skylark

### LD9

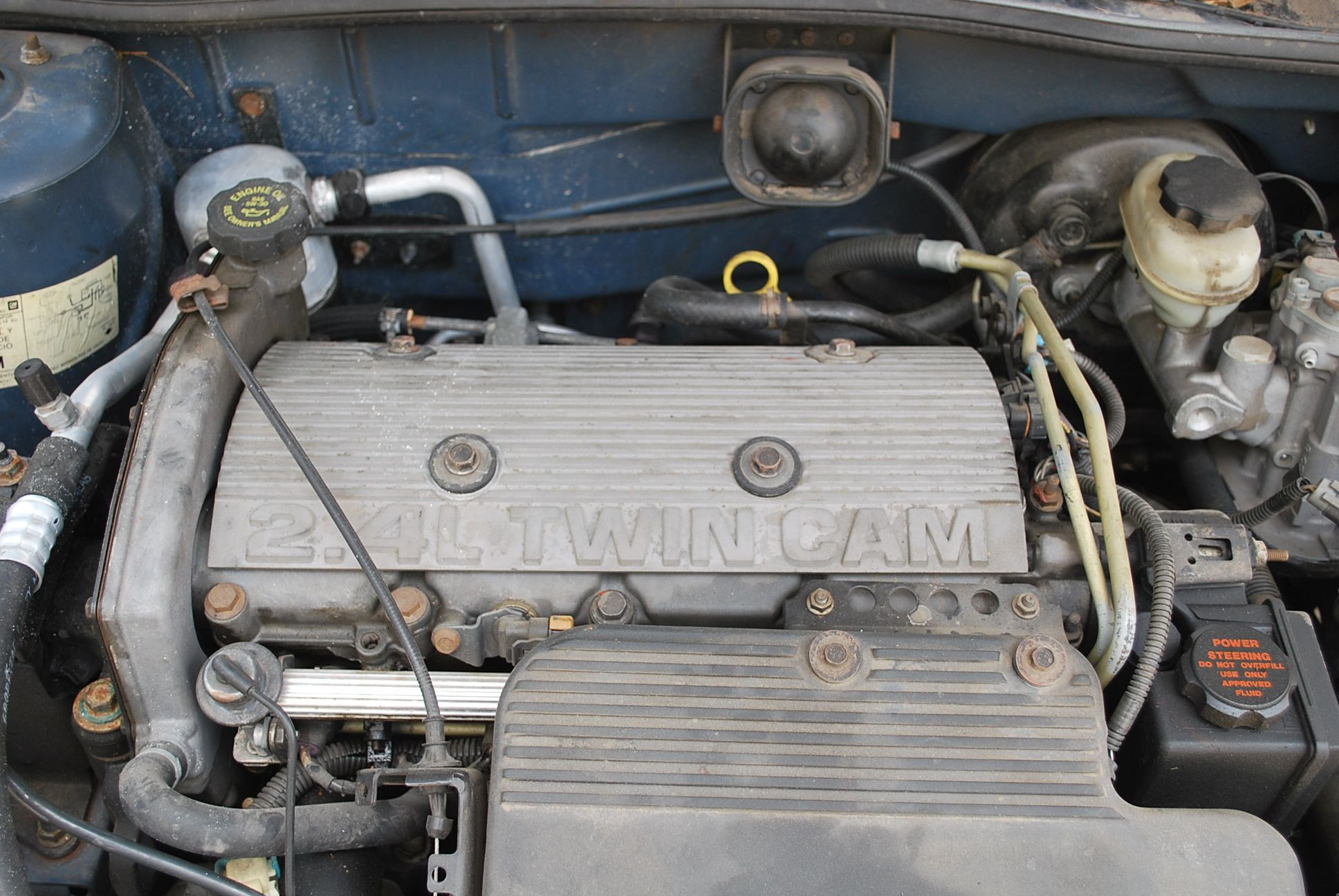
2,4-литровый двигатель Twin Cam на Pontiac Sunfire (1997)

LD9 Twin Cam являлся вариантом Quad 4 объёмом 2,4 л с балансировочными валами и переработанной головкой блока цилиндров, который дебютировал в 1996 году. В середине 1990-х годов эти двигатели, как и их более ранние аналоги объёмом 2,3 л, были известны отказами цепи ГРМ, а также отказами водяного насоса, при которых доступ к водяным насосам часто был трудным и дорогостоящим. Они также имели очень маленькие масляные каналы, что приводило к менее чем достаточной смазке и дорогостоящему ремонту двигателя при неправильном обслуживании. Диаметр цилиндра был уменьшен с 92 до 90 мм, а ход поршня был увеличен с 85 до 94 мм для лучшего крутящего момента. Мощность составила 112 кВт (150 л. с.). В середине 1999 года система рециркуляции выхлопных газов была устранена, степень сжатия была увеличена с 9,5:1 до 9,7:1, а топливные форсунки с низким импедансом были заменены высокоомными. Для повышения надёжности этот двигатель также претерпел другие незначительные обновления в 2000-х годах, ближе к концу его применения в автомобилях General Motors. В 2001 году были добавлены меньший датчик детонации и плоские поршни вместо выпуклых. Изменения также коснулись каналов для смазки, цепи ГРМ, водяного насоса, стартера и каталитического нейтрализатора. В 2002 году был представлен усовершенствованный натяжитель ремня.

#### Технические характеристики после 1999 года
| Тип двигателя            | Рядный четырёхцилиндровый, DOHC, 16 клапанов |
| Объём                    | 2,4 л (146 кубических дюймов)                |
| Диаметр цилиндра         | 90 мм (3,54 ″)                               |
| Ход поршня               | 94 мм (3,70 ″)                               |
| Степень сжатия           | 9.7:1                                        |
| Топливная система        | Инжекторная (SFI)                            |
| Мощность                 | 110 кВт (150 л. с.) при 5600 об/мин          |
| Крутящий момент          | 210 Н⋅м при 4400 об/мин                      |
| Расчётный расход топлива | 10 л/100 км (город)/7,1 л/100 км (шоссе)     |

Применения:
- 1996—2002 Chevrolet Cavalier Z24
- 1996—2002 Pontiac Sunfire GT
- 1996—2001 Pontiac Grand Am
- 1996—1998 Oldsmobile Achieva
- 1999—2001 Oldsmobile Alero
- 1997—2000 Chevrolet Malibu
- 1996—1998 Buick Skylark

## Гоночные двигатели

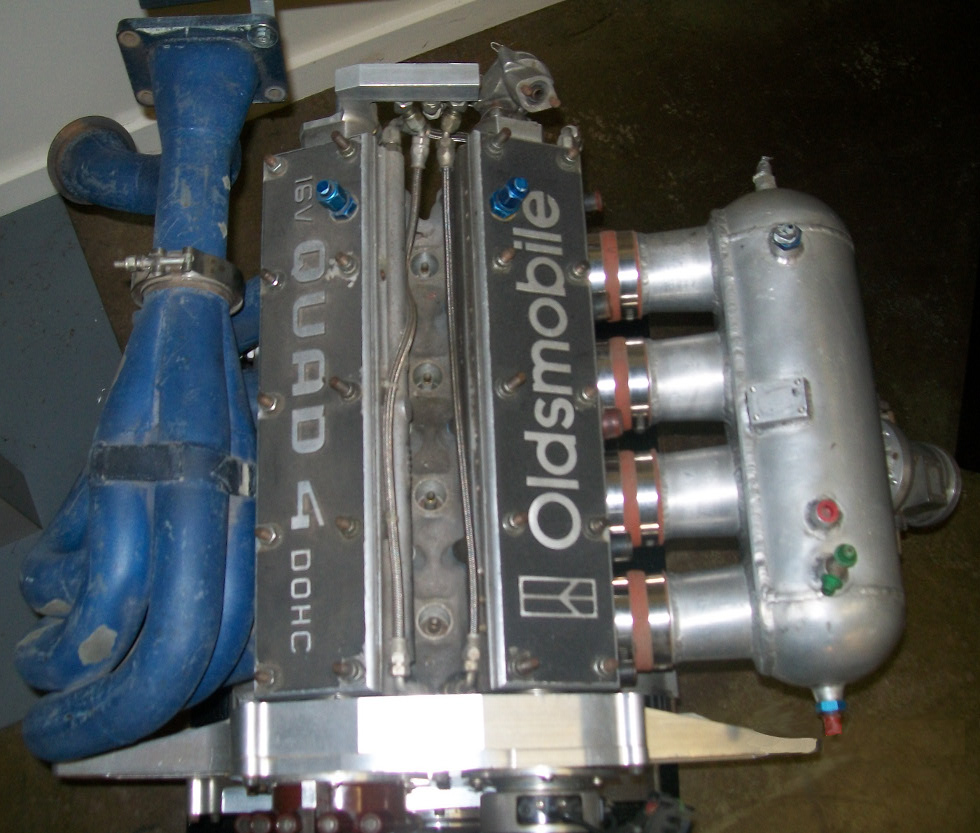
Очень ранний экспериментальный гоночный двигатель
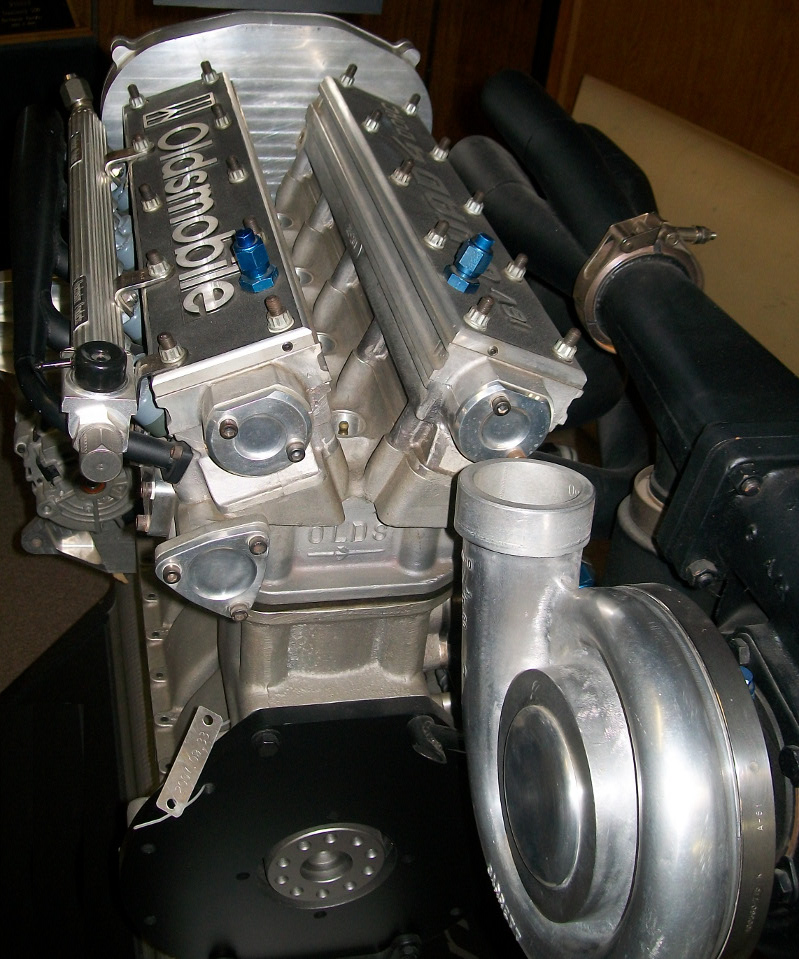
Двигатель мощностью 671 кВт (900 л. с.) с одним турбонаддувом (вид сзади)
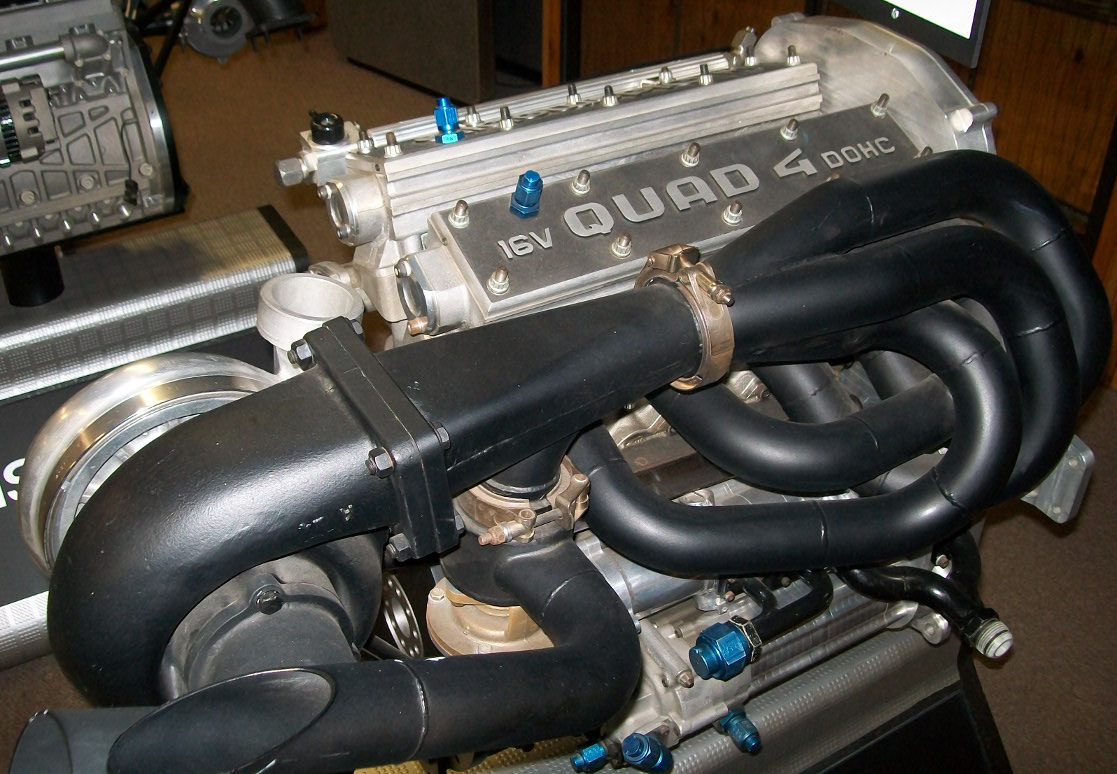
Вид сбоку
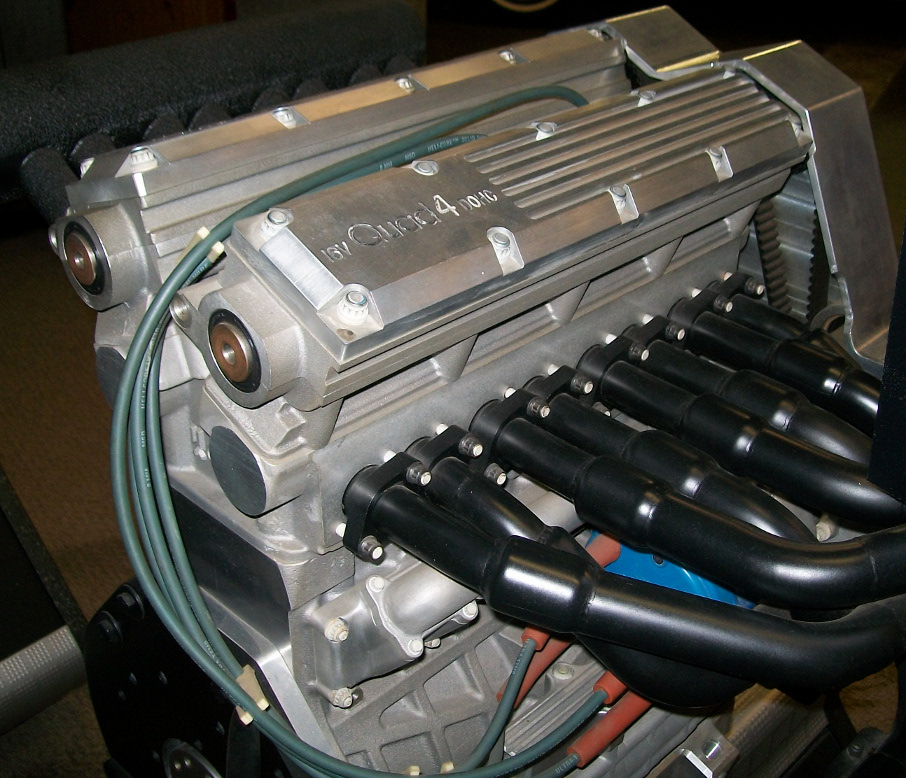
Двигатель мощностью 746 кВт (1000 л. с.) с двумя турбонаддувами

Применения: Oldsmobile Aerotech